# Páni z Drahotuš

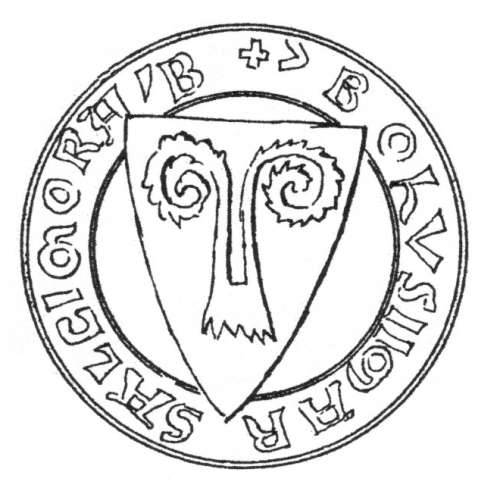
Pečeť Bohuše z Drahotuš

Páni z Drahotuš byli významným moravským rodem, který koncem 14. století přesídlil na Opavsko, kde žil až do první poloviny 17. století. 

## Historie
Nejstarším známým členem rodu byl Radoslav, který byl v roce 1173 zmíněn v listině k založení kláštera v Dolních Kounicích jako Radoslav z Ceblovic. Tato listina byla falzum vyhotovené v 15. století. V roce 1207 byl zmíněn v pravé listině Radoslav bez přídomku. V listině z roku 1227 je uveden Radoslav jako nejvyšší lovčí(„Radozlav magister venatorum“) bez bližších podrobností, pro nedostatek jiných příslušníku šlechty toho jména v listinách z první poloviny 13. století, lze předpokládal, že se jednalo Radoslava z Ceblovic. V roce 1233 je zmíněn Crha z Ceblovic jako syn Radoslavův. Od roku 1244 působil Crha jako purkrabí na hradě Děvičky, a později jako purkrabí města Olomouce. Crha získal rozlehlé majetky na Drahanské vrchovině s centrem na tvrzi v Jedovnicích. Tento majetek pak získali po jeho smrti v roce 1251 jeho synové Bohuš a Hartman, kteří tuto oblast kolonizovali. Bohušovi daroval v 60. letech 13. století král za věrné služby oblast kolem Lipníka nad Bečvou, kde Bohuš postavil hrad Drahotuš a založil tak moravský rod pánů z Drahotuš.

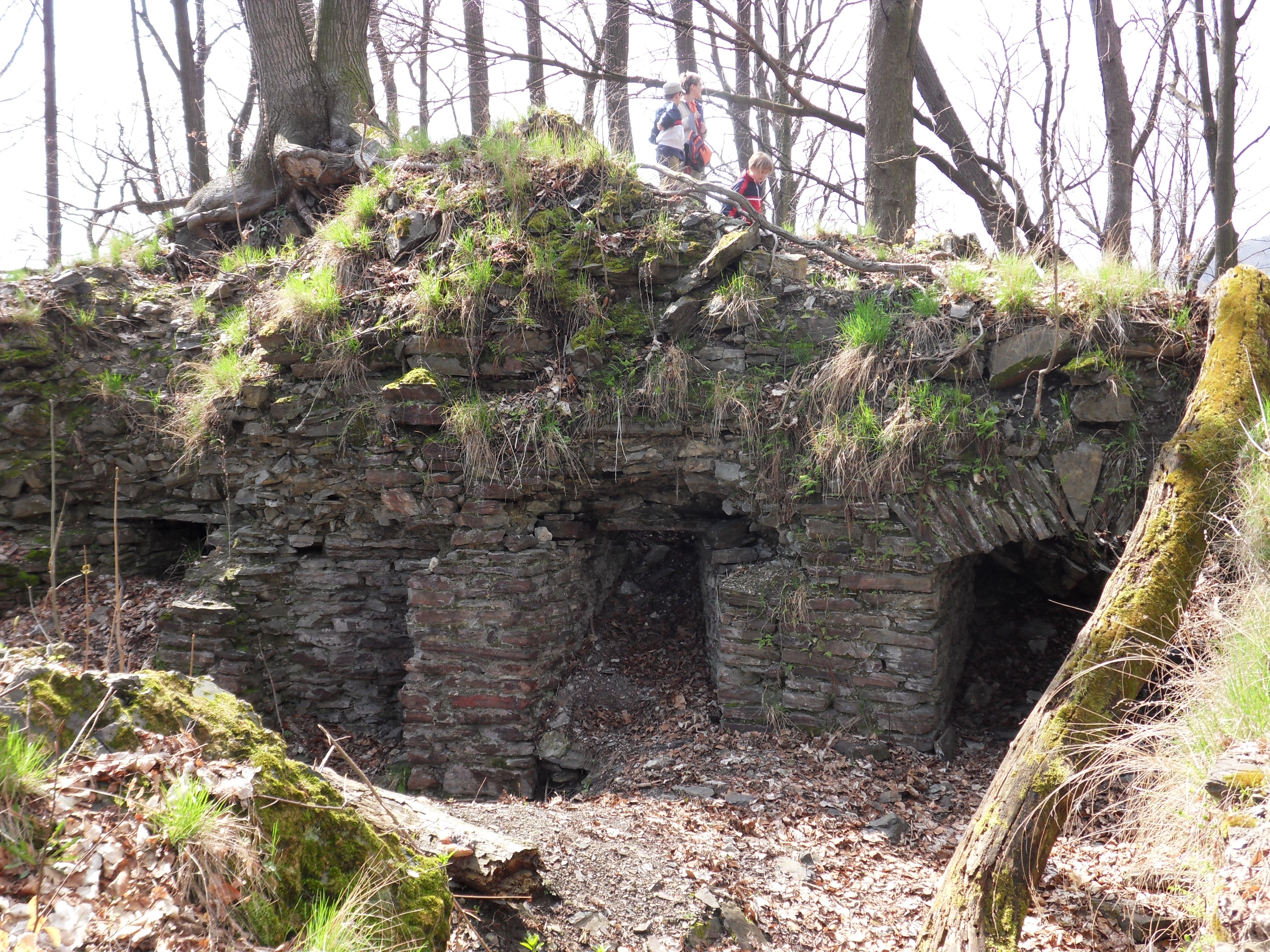
Hrad Drahotuš

Bohuš z Drahotuš byl maršálkem Moravského markrabství, držel purkrabství v Lavě(staročesky, dnešní Laa an der Thaya) v Dolním Rakousku a také v Přerově. Jeho manželkou byla Žofie, která mohla náležet k rodu pánů ze Zbraslavi a jejich potomky byli: synové Častolov, Smil, Crh, Kuna a dcera Herka. Bohuš z Drahotuš se však části svého majetku na Drahanské vrchovině nevzdal a rozsáhlý otcův majetek byl rozdělen. Zatímco jeho bratr Hartman postavil hrad Holštejn jako centrum holštejnského panství, on si ponechal východní část s hradem Drahans a se Smilovým hradem, který byl nazván po jeho synovi Smilovi. Drahans, který se uvádí ve Zbraslavské kronice jako Drahuš, se stal roku 1312 jedním z hradů, které obsadil loupežný šlechtic Friduš z Linavy a který byl po tažení krále Jana Lucemburského pobořen. Podle následujících majetkových transakcí je zřejmé, že páni z Drahotuš již tento hrad s městečkem Drahany a okolními vesnicemi po roce 1312 nevlastnili. 

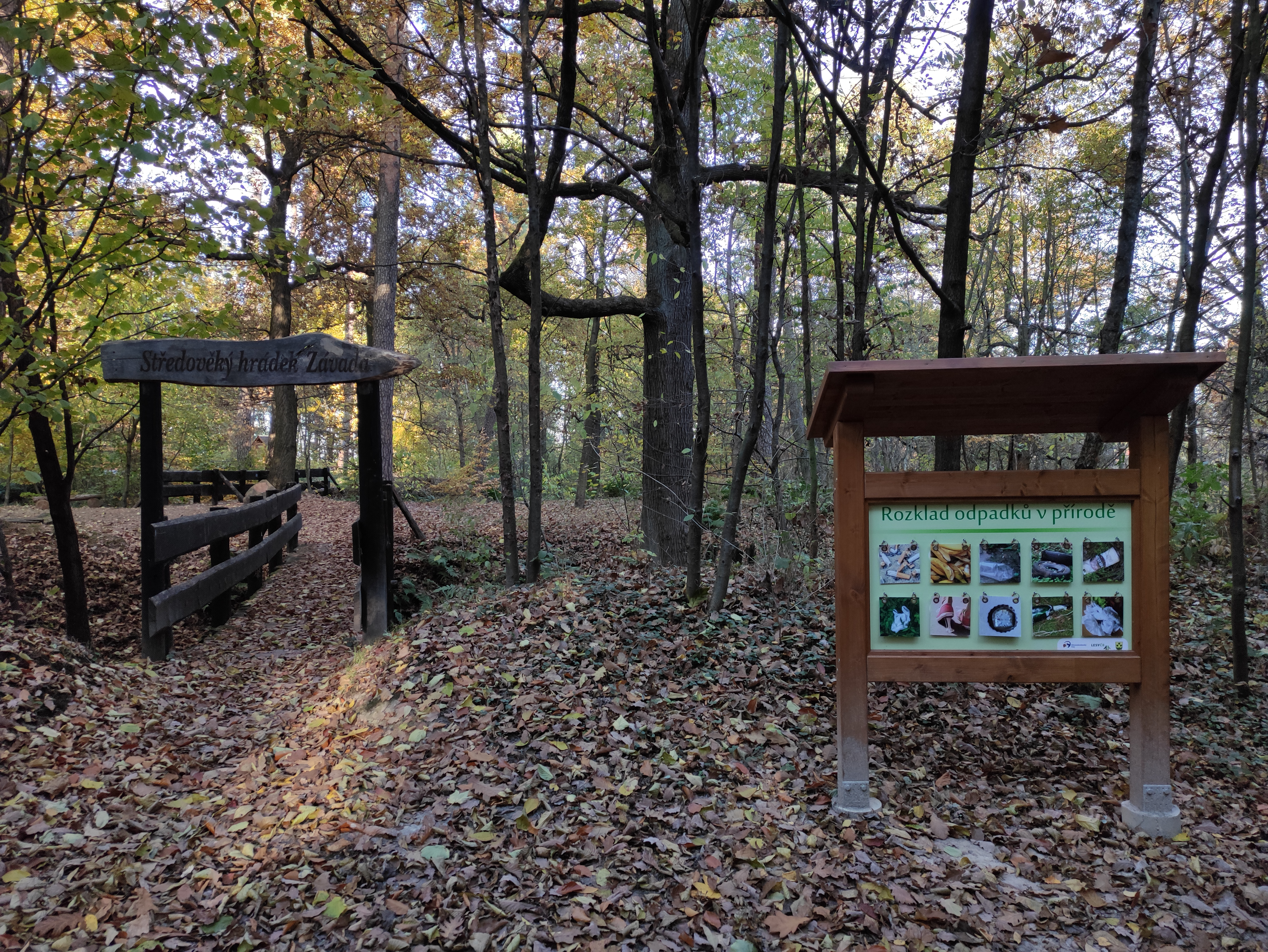
Hradiště Závada

Centrem rodu byl hrad Drahotuš, na jehož území vystavěl Friduš z Linavy protiprávně hrad Helfštejn (dnešní název Helfštýn). Dělo se tak zřejmě za tichého souhlasu potomků Bohuše z Drahotuš, protože Fridušovou ženou se patrně stala příslušnice jejich rodu a v roce 1358 se uvádí v listinách Friduš z Drahotuš. Hrad Helfštejn s Lipníkem a s částí drahotušského panství však získali od krále Kravařové, kterým toto zboží zůstalo i přesto, že se o tento rodový majetek ucházel Čeněk z Drahotuš. Zdá se, že se tyto rody dohodly, protože Jan z Kravař roku 1348 prohlásil, že hrad Drahotuš náleží synům Bohuše (II.) z Drahotuš.
Roku 1371 prodali páni z Drahotuš svůj rodový hrad moravskému markraběti Janu Jindřichovi a přestěhovali se na Opavsko, kde získali sídlo v Benešově a hradiště Závada s vesnicí Závada. Mezi významné příslušníky tohoto patřil Jan Šutar z Drahotuš, který se roku 1431 stal nejvyšším komorníkem opavského knížectví a byl velkým obhájcem češtiny. Jindřich z Drahotuš na Benešově v letech 1555-1558 působil ve funkci nejvyššího komorníka Krnovského knížectví. Vavřinec z Drahotuš na Benešově zastával v letech 1549-1554 úřad zemského hejtmana opavského knížectví. I další příslušníci rodu působili ve významných funkcích ve Slezsku. Posledním mužským potomkem rodu byl Volf z Drahotuš, kterému byl jako účastníkovi protihabsburského odboje konfiskován majetek a zemřel v roce 1638.